# Стівен Бочко
Стівен Бочко (англ. Steven Bochco; 16 грудня 1943 — 1 квітня 2018) — американський телевізійний сценарист і продюсер, лауреат десяти премій «Еммі».
Бочко став одним з найбільш успішних телевізійних продюсерів у 1980-1990-тих роках і за свою кар'єру випустив понад сорок проектів. Він піднявся на чільне місце після випуску поліцейської мильної опери «Блюз Хілл стріт» (1981—1987, кіностудія Мері Тайлер Мур), яка стала однією з небагатьох програм в історії телебачення, які найчастіше відзначалися премією «Еммі».
Стівен Бочко добре відомий завдяки створенню довгих за тривалістю серіалів — «Закон Лос-Анджелеса» (1986—1994) і «Поліція Нью-Йорка» (1993—2005). Обидва проекти, так само, як і «Блюз Хілл стріт», вигравали Премію «Еммі» за найкращий драматичний серіал. Хоча Бочко і мав в своєму послужному списку цілу низку хітів та помірно успішних шоу, він також відомий як автор провального мюзиклу про поліцейських Cop Rock (1990) для ABC, який був знятий з ефіру через кілька тижнів і названий одним із найгірших шоу в історії телебачення.